# 微創手術
微創手術，是一種主要透過內視鏡及各種顯像技術而使外科醫師在無需對患者造成巨大傷口的情況下施行手術。

## 历史
微創手術這個名詞是英國醫生John EA Wickham於1984年所創，並於1987年他在《英国医学杂志》的一篇投稿中提及。早期的微創手術專指腹腔鏡手術，因為當時只有開腹手術能夠用微創手術所取代。直到後來，當微創手術技術普及，才擴展至其他部位的手術裡。至於第一宗腹腔鏡手術，則是於1987年由法国医生Mouret偶然完成，不過當時他没有想到它标志着医学上新的里程碑的诞生。
微創手術的好處是手術的傷口很小，使病人康復的時間得以大幅減少。

## 特点
拿最成熟已经成为“金标准”的LC（胆囊息肉的微创手术）来举例：LC手术切口约1cm，不切断肌肉，腹式呼吸恢复早，美观，术后腹部运动与感觉几乎无影响，肺部并发症远低于经腹胆囊切除术 。同时手术时间短，平均约30-60分钟，肠蠕动恢复快，早进食，基本不用止痛药。

## 操作过程

### 腹腔镜手术
腹腔镜手术：基本过程是：病人麻醉后，医生在病人的腹壁打3—4个直径0.5厘米左右的小孔，其中的一个孔放入微型摄像机。通过微型摄像机连接到电视屏幕上。而其他几个腹壁小孔则放入剪刀、钳子等手术器械，手术过程基本与开腹手术一样，医生看着屏幕对病变的组织进行钳夹、切割、缝合等一系列操作。最后，将切除的肿块放入塑料袋内切碎后取出，或者直接从阴道取出（如腹腔鏡輔助經陰道子宮切除術）。
　　

### 骨盆腔镜手术
宫腔镜手术：骨盆腔镜工作原理与腹腔镜有所不同，手术过程是病人麻醉后，医生通过患者阴道、子宫颈管放入骨盆腔镜（微型摄像机），它能确定病灶存在的部位、大小、外观和范围。同时向骨盆腔内注入液体，使其扩大；然后医師看着瑩幕，通过骨盆腔镜的器械进行手术操作

## 與傳統手術的比較
以鼻咽癌切除的手術為例，在香港沙田威爾斯親王醫院於1998年年中引入微創手術之前，鼻咽癌切除手術是一項非常重大的手術，整個手術過程需時超過半日。醫生往往需要進行「揭臉手術」，在病人的頸切出一個很大的開口，並移除部份頷骨，以便把患處暴露出來，然後才可以把腫瘤切除。手術過程需要做多次植皮手術，以覆蓋被切走的組織。但自從採用微創手術之後，只要在頸部開一個細孔，把導管及照明設備伸進患處，醫生就可以透過內視鏡把腫瘤切除。
微創手術的缺點是：手術所採用的器材有不少均為一次性的，用完即棄。因此，早期基於手術器材的財政壓力，手術未能普及。到了2000年代後期到2010年代初，隨着奈米級技術的發展，令多種手術器材得以量產，減輕手術的財政壓力，才令手術普及。

## 開放手術
開放手術（英語：Open surgery）是指任何需要外科切口的手術，切口大小必須足以讓醫師進行手術。在身體組織和構造暴露於空氣的情況下，外科醫師可以直接目視或搭配放大鏡或顯微鏡來執行手術。多數手術屬於開放手術，比如許多心臟外科和神經外科手術。

### 微創手術
- Minimally invasive heart surgery （页面存档备份，存于）. Medical Encyclopedia, MedlinePlus.
- Minimally invasive aortic valve surgery. CTSNet article.
- Minimally invasive surgery yields benefits. The American Academy of Orthopedic Surgeons. Febr. 2003.
- Minimally invasive cancer treatments highlighted （页面存档备份，存于）. Science Daily. Nov. 2005.
- Minimal Parathyroid Surgery （页面存档备份，存于）. The minimally invasive technique utilizing intraoperative nuclear mapping, slso called Minimally Invasive Radioguided Parathyroidectomy, or "MIRP". EndocrineWeb. June 20, 2005.

### 非侵入性手術
- Tachibana K. . Human Cell. March 2004, 17 (1): 7–15. PMID 15369132.
- Kim PE, Singh M. . Neurosurgical Focus. July 2003, 15 (1): E1. PMID 15355003. doi:10.3171/foc.2003.15.1.1.
- Richie RC. . Journal of Insurance Medicine. 2002, 34 (1): 31–42. PMID 15303592.
- Golder W. . Onkologie. June 2004, 27 (3): 304–9. PMID 15249722. doi:10.1159/000077983.
- Cherry SR. . Physics in Medicine and Biology. February 2004, 49 (3): R13–48. PMID 15012005. doi:10.1088/0031-9155/49/3/R01.
- Lymberis A, Olsson S. . Telemedicine Journal and E-health. 2003, 9 (4): 379–86. PMID 14980096. doi:10.1089/153056203772744716.
- Söling A, Rainov NG. . Expert Opinion on Biological Therapy. October 2003, 3 (7): 1163–72. PMID 14519079. doi:10.1517/14712598.3.7.1163.
- Rohrscheib M, Robinson R, Eaton RP. . Diabetes, Obesity & Metabolism. September 2003, 5 (5): 280–4. PMID 12940864. doi:10.1046/j.1463-1326.2003.00275.x.
- Jacobs AH, Winkeler A, Dittmar C, Hilker R, Heiss WD. . Journal of Cellular Biochemistry. Supplement. 2002, 39: 98–109. PMID 12552609. doi:10.1002/jcb.10414.
- Malhi GS, Valenzuela M, Wen W, Sachdev P. . The Australian and New Zealand Journal of Psychiatry. February 2002, 36 (1): 31–43. PMID 11929436. doi:10.1046/j.1440-1614.2002.00992.x.
- Jacobs A, Heiss WD. . Veterinary Microbiology. April 2002, 86 (1-2): 27–36. PMID 11888687. doi:10.1016/S0378-1135(01)00488-6.
- Leman JA, Morton CA. . Expert Opinion on Biological Therapy. January 2002, 2 (1): 45–53. PMID 11772339. doi:10.1517/14712598.2.1.45.
- Richter JE. . The American Journal of Medicine. November 1997, 103 (5A): 130S–134S. PMID 9422638. doi:10.1016/S0002-9343(97)00338-0.

## 外部連結
- ACKERMANN （页面存档备份，存于）